# Virgil Trofin
Virgil Trofin (Vaslui, 24 luglio 1926 – giugno 1984) è stato un politico comunista rumeno.
Ha avuto vari incarichi ed è stato ministro durante il regime.
Nato a Vaslui, Trofin inizialmente ha svolto lavori come meccanico montatore. Dall'inizio della carriera politica è stato abbastanza vicino al leader del Partito comunista Ana Pauker prima che fosse rimossa dalla carica nel 1953; per la stima nei suoi confronti Trofin ha chiamato sua figlia Ana.
Durante le dispute interne nel Partito Comunista Romeno che hanno causato la detronizzazione della Pauker e portato al potere Gheorghe Gheorghiu-Dej, Trofin è stato tra i primi giovani attivisti ad essere promossi da quest'ultimo.
Dal giugno 1956 al giugno 1964, è stato Primo segretario dell'Unione della Gioventù Comunista rumena. In tale veste, Trofin parlò contro il movimento studentesco di Bucarest nel novembre 1956, dichiarando: "Dobbiamo sapere quanti nemici ci sono nel nostro paese e stanno cercando di combattere contro il nostro partito".
La sua influenza nel governo aumentò a causa del suo lavoro per eliminare politicamente Gheorghe Apostol, il principale ostacolo di Nicolae Ceaușescu all'ascesa al potere.
Come segretario del Comitato Centrale incaricato del quadro politico dopo il 1965, Trofin è stato anche per qualche tempo Vice Primo Ministro. Dal 1969 al 1971 è stato presidente del Sindacato Nazionale delle produzioni agricole cooperative.
Nel 1971 è stato nominato presidente del Consiglio Centrale dell'Unione Generale dei Sindacati, ma sostituito nella segreteria del partito da Ion Iliescu.
Ha avuto degli alti e bassi nel suo rapporto con Ceauşescu (corrispondenti ai successi e agli insuccessi della sua carriera). Nel 1979 ha sostituito Vasile Patilineț come Ministro delle Miniere, Petrolio e Geologia.
Nel novembre 1981, Trofin è stato accusato di essere responsabile dell'invio di carbone di cattiva qualità alle centrali elettriche, quindi espulso dal Comitato Centrale, declassato a presidente del Comitato Centrale delle Cooperative degli Artigiani, e, dopo ulteriori scontri con la leadership, a direttore di una fattoria collettiva.
Sulla base di vari elementi di prova, è quasi certo che si sia suicidato. Contrariamente alla prassi ufficiale del regime, nessun necrologio fu pubblicato dal Partito Comunista sui giornali e la causa della sua morte non è stata divulgata.